# Sarcotheca lunduensis
Sarcotheca lunduensis är en harsyreväxtart som beskrevs av Jan Frederik Veldkamp. Sarcotheca lunduensis ingår i släktet Sarcotheca och familjen harsyreväxter. Inga underarter finns listade i Catalogue of Life.